# Сантрач
Сантрачи са дървени изравнителни пояси в каменна зидария с неправилна структура.
Представляват дялани надлъжни дървени греди, съединени с къси напречни греди. Разстоянието между тях е между 60 – 80 до 120 – 130 cm. В крепостното строителство през Средновековието се използва скрита сантрачна система в стената, отстъпваща на 20 – 30 cm от повърхността ѝ. Сантрачите се използват широко в строителството през Възраждането, като те са видими и по двете лица на зидарията. Сантрачите имат както конструктивна роля, така и разнообразяват градежа.